# 林恭三
林 恭三（はやし きょうぞう、1939年 - ）は愛知県名古屋市出身の日本のイラストレーター。
主に広告やポスターのクレイ・イラストを手がける。名古屋市立工芸高等学校卒業。日本アニメーション協会会員。

## 作品集
- 『人形家族　クレイイラストレーション 林恭三の世界』 グラフィック社 1984年
- 『林恭三の立体・クレイイラストレーション』 グラフィック社 1989年

## 絵本
- 『こわいおばけ』 ポプラ社 1978年
- 『みんなで わらった』 福音館書店 1989年
- 『ぼくおなかが ぺっこぺこ』 文・槇ひろし、福音館書店 1989年
- 『そうえんしゃ日本のえほん あたま山』 文・舟崎克彦、そうえん社 2008年

## 装画
- 『21世紀によむ日本の古典17 上田秋成』 著・立原えりか、ポプラ社 2002年

## アニメ
- 『ちぃちゃんとヒゲおじさん』（プチプチ・アニメ）NHK教育テレビジョン [4]

## その他
- 東映不思議コメディーシリーズ　※クレイイラスト担当
  - 『おもいっきり探偵団 覇悪怒組』
  - 『じゃあまん探偵団 魔隣組』
  - 『魔法少女ちゅうかなぱいぱい!』
  - 『魔法少女ちゅうかないぱねま!』
  - 『美少女仮面ポワトリン』
  - 『不思議少女ナイルなトトメス』
  - 『うたう!大龍宮城』
- 『地下鉄のドジ』人形デザイン
- 『POCKET MUSIC』（山下達郎のアルバム、1986年）カバー＆インナー、クレイアート

## 受賞歴
- 1962年　日本宣伝美術会奨励賞
- 1972年　日経広告賞
- 1977年　ジャパングラフィック'77展銀賞
- 1978年　朝日広告賞準賞
- 1982年　全国観光ポスターコンクール金賞